# El Zorro (catch)
Jesús Cristóbal Martínez Rodriguez (né le 25 juillet 1975, dans l'État de Mexico) est un catcheur (lutteur professionnel) mexicain qui est actuellement sous contrat avec la Asistencia Asesoría y Administración.

## Carrière

### Asistencia Asesoría y Administracíon
Lors de Guerra De Titanes 2010, il bat Dr. Wagner, Jr. avec l'aide des autres membres de La Sociedad et remporte le AAA Mega Championship pour la première fois.
Lors de TripleMania XIX, il perd le titre contre Jeff Jarrett. Le 24 juillet, lui, Dr. Wagner, Jr. et Electroshock perdent contre La Sociedad (LA Par-K, Samoa Joe et Scott Steiner).

#### Retour en tant que El Zorro (2012–2013)
Lors de Guerra de Titanes 2016, lui, Dark Cuervo et Dark Scoria battent Electroshock, Garza Jr. et La Parka et El Hijo de Pirata Morgan, El Hijo del Fantasma et Taurus et remportent les vacants AAA World Trios Championship. Le 4 novembre, ils perdent les titres contre OGT (Averno, Chessman et Ricky Marvin). En février 2017, il quitte la fédération.

### Consejo Mundial de Lucha Libre (2018-...)
Lors de CMLL 85th Anniversary Show, ils battent Los Guerreros Laguneros (Euforia, Gran Guerrero et Último Guerrero) et remportent les CMLL World Trios Championship. Le 28 septembre, ils perdent les titres contre Los Guerreros Laguneros.

## Palmarès
- Asistencia Asesoría y Administración
  - 1 fois AAA Mega Championship
  - 1 fois AAA World Trios Championship avec Dark Cuervo et Dark Scoria
  - 3 fois Mexican National Heavyweight Championship
  - Rey de Reyes (2008)

- Consejo Mundial de Lucha Libre
  - 1 fois CMLL World Trios Championship avec Ciber the Main Man et Sharlie Rockstar